# Arctische Winterspelen
De Arctische Winterspelen (Engels: Arctic Winter Games) zijn een tweejaarlijks sporttoernooi waarin atleten uit de Arctis het tegen elkaar opnemen. Het belangrijkste doel van de spelen is om verbroedering en sociale en culture uitwisseling te bevorderen tussen de verschillende volkeren van de noordelijke poolregio.
Ondanks de naam bestaan de Arctische Winterspelen niet alleen uit wintersporten. Er wordt ook onder meer badminton, volleybal, basketbal en zaalvoetbal gespeeld.
Daarnaast worden een aantal minder bekende sporten beoefend, zoals snowshoeing (hardlopen op sneeuwschoenen) en typische Inuit- en Dene-sporten als sleespringen, vingerworstelen en sneeuwslang (het onderhands werpen van een speer zodat deze zo ver mogelijk over de sneeuw glijdt).
In de noordelijke poolregio wordt ook een ander internationaal sportevenement gehouden, de World Eskimo-Indian Olympics die jaarlijks in Alaska plaatsvinden.

## Geschiedenis
Alle spelen hebben plaatsgevonden in Canada, met uitzondering van de spelen in 1974, 1982, 1988, 1996 en 2006, die allen in Alaska plaatsvonden, en de spelen van 2002, waarbij Nuuk (Groenland) en Iqaluit (Nunavut, Canada) samen als gastheer optraden. Aan de spelen van 2006 deden zo'n 2000 sporters mee.
Van 9 tot 15 maart 2008 vond de 20e Arctische Winterspelen plaats in Yellowknife, de hoofdstad van de Canadese Northwest Territories, waar ook de eerste spelen in 1970 gehouden werden. De spelen van 2010 vonden plaats in Grande Prairie in de Canadese provincie Alberta, die van 2012 in Whitehorse in het Canadese territorium Yukon, die van 2014 in de Amerikaanse stad Fairbanks (Alaska) en die van 2016 in Nuuk (Groenland).

## Deelnemende teams
- Alaska (Verenigde Staten)
- Noord-Alberta (Canada)
- Groenland
- Nunavut (Canada)
- Northwest Territories (Canada)
- Nunavik in Noord-Quebec (Canada)
- Jamalië (Rusland)
- Saami (Noorwegen, Zweden, Finland en Rusland)
- Yukon (Canada)